# Augustine Kiprono Choge

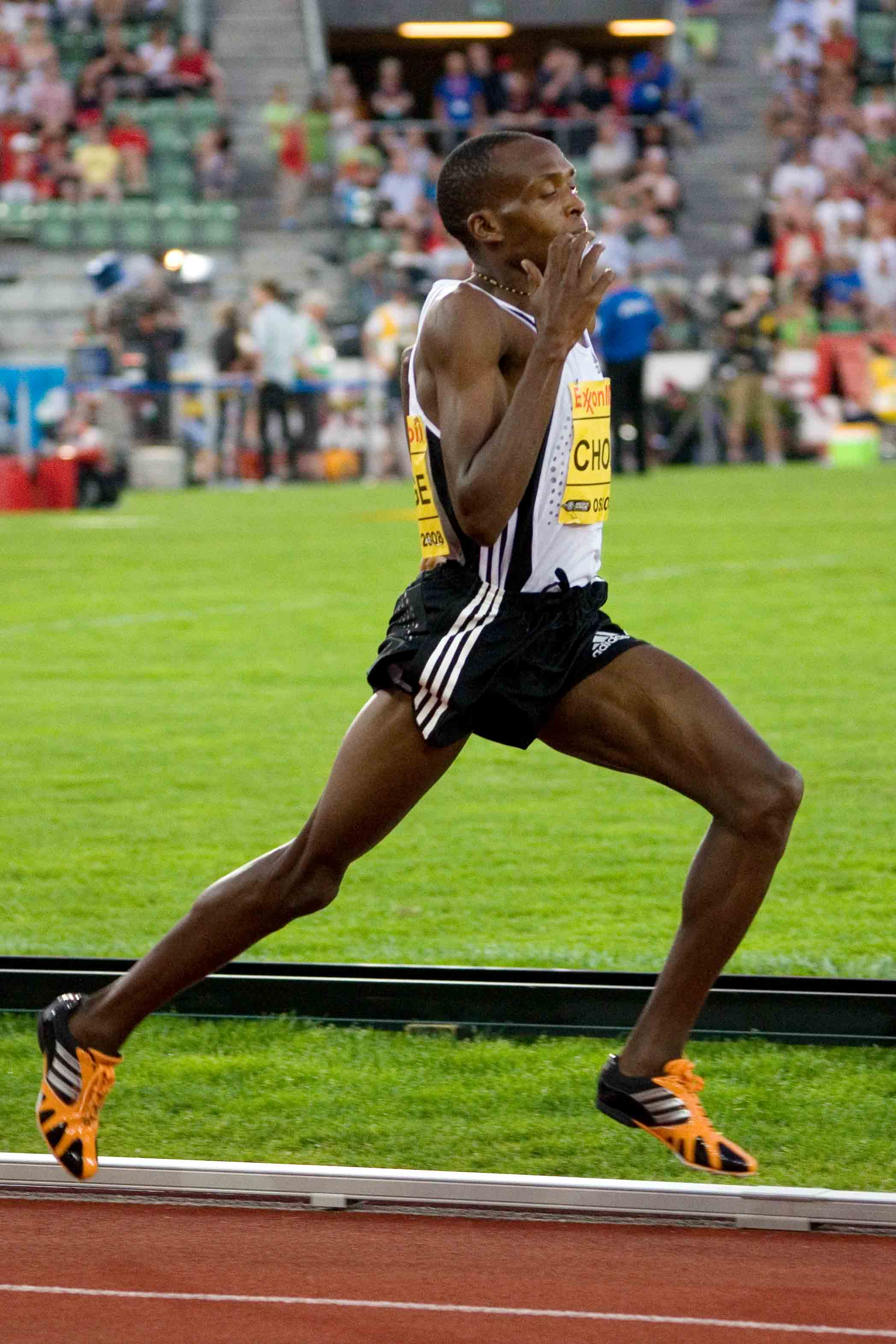
Augustine Kiprono Choge (2008)

Augustine Kiprono Choge (* 21. Januar 1987 in Kipsigak bei Kapsabet) ist ein kenianischer Mittel- und Langstreckenläufer.

## Leben
Mit 14 Jahren wurde sein Lauftalent entdeckt, und 2003 hatte er seinen ersten internationalen Auftritt bei den Crosslauf-Weltmeisterschaften in Lausanne, wo er Vierter des Juniorenrennens wurde. Im selben Jahr wurde er Jugendweltmeister in Cherbrooke im 3000-Meter-Lauf. 2004 gewann er bei den Juniorenweltmeisterschaften in Grosseto den Titel im 5000-Meter-Lauf und verbesserte sich über 3000 Meter auf 7:36,82 min und über 5000 Meter auf 12:57,01 min.
2005 siegte Choge beim Junioren-Rennen den Crosslauf-Weltmeisterschaften in Saint-Galmier und stellte mit 7:28,78 min den aktuellen Juniorenweltrekord über 3000 Meter auf. Kurzfristig für den 1500-Meter-Lauf bei den Weltmeisterschaften 2005 in Helsinki nominiert, scheiterte er jedoch dort im Vorlauf. 2006 errang er Gold über 5000 Meter bei den Commonwealth Games in Melbourne in 12:56,41 min und besiegte dabei Lokalmatador Craig Mottram im Spurt. Kurz darauf wurde er bei den Crosslauf-Weltmeisterschaften in Fukuoka Siebter auf der Kurzstrecke.
2007 und 2008 konzentrierte er sich auf die kürzeren Strecken und wurde bei den Olympischen Spielen in Peking Zehnter über 1500 Meter. Bei den Weltmeisterschaften 2009 in Berlin wurde er über dieselbe Distanz Fünfter.
Am 4. September 2009 war er Teil eines kenianischen Quartetts (William Biwott Tanui, Gideon Gathimba, Geoffrey Kipkoech Rono, Choge), das in Brüssel mit 14:36,23 min den 32 Jahre alten Weltrekord der Deutschen Karl Fleschen, Thomas Wessinghage, Harald Hudak und Michael Lederer im 4-mal-1500-Meter-Staffellauf brach.
2012 gewann Choge bei den Hallenweltmeisterschaften in Istanbul Silber über 3000 Meter.

## Bestzeiten
- 800 m: 1:44,86 min, 17. Juni 2009, Ostrava
- 1000 m (Halle): 2:17,79 min, 26. Februar 2009, Prag
- 1500 m: 3:29,47 min, 14. Juni 2009, Berlin
  - Halle: 3:33,23 min, 19. Februar 2011, Birmingham
- 1 Meile: 3:50,14 min, 14. August 2010, London
- 2000 m (Halle): 4:56,30 min, 9. Februar 2007, Aubière
- 3000 m: 7:28,76 min, 6. Mai 2011, Doha
  - Halle: 7:28,00 min, 5. Februar 2011, Stuttgart
- 5000 m: 12:53,66 min, 8. Juli 2005, Rom
- 10.000 m: 29:06,5 min, 17. Juni 2002, Nairobi
- Halbmarathon: 59:26 min, 10. Februar 2017, Ra’s al-Chaima